# Aulla
Aulla es un municipio italiano situado en la provincia de Massa y Carrara, en Toscana. Tiene una población estimada, a fines de febrero de 2024, de 10 669 habitantes.

## Lugares destacados

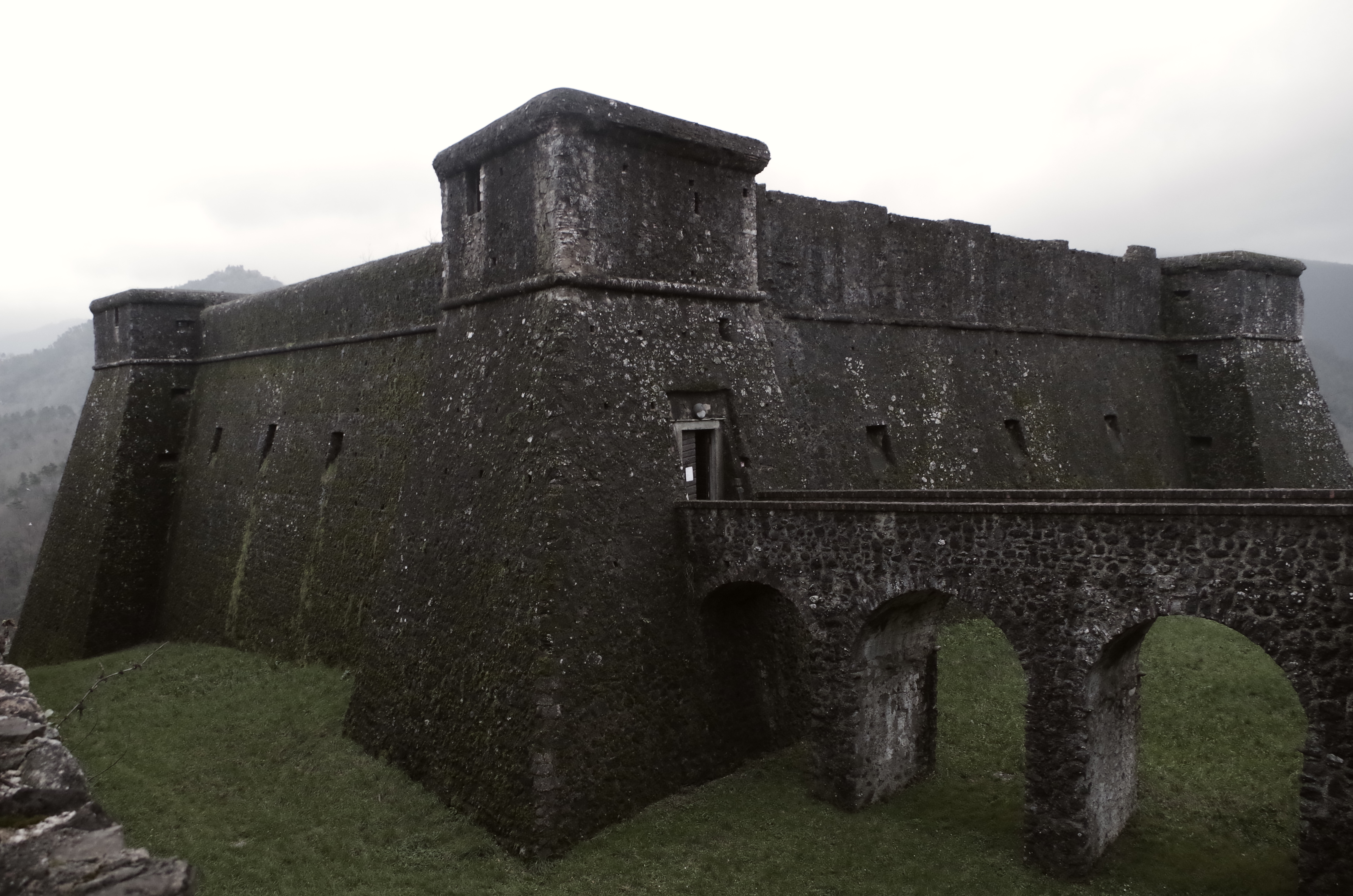
Fortaleza Brunella, Aulla (MS), Italia

La Fortezza della Brunella domina la estratégica localidad. Entre quienes encargaron la construcción del edificio se encuentran Jacopo Ambrogio Malaspina, Señor de Aulla a finales del siglo XV, así como el famoso Giovanni delle Bande Nere, que se instaló en Aulla en el primer cuarto del siglo XVI y del que se dice que encargó el proyecto a Antonio da Sangallo il Vecchio.
Hacia 1860 la fortaleza fue vendida a propietarios privados y luego revendida en 1920 a la familia inglesa Waterfield, que la utilizó como residencia. Tras su adquisición por el Estado Italiano en 1977, la Fortezza della Brunella fue restaurada y confiada al Municipio de Aulla.

## Evolución demográfica
| Gráfica de evolución demográfica de Aulla entre 1861 y 2024 |
|                                                             |
| Fuente: ISTAT - Elaboración gráfica de Wikipedia            |